# ブルック・マヘアラニ・リー
ブルック・マヘアラニ・リー（Brook Mahealani Lee、1971年1月8日 - ）は、アメリカ合衆国のモデル・女優・テレビ司会者。通称ブルック・リーとしても知られる。1997年、ミス・ユニバース世界大会優勝。ハワイ州から初、ポリネシアから2人目、オセアニアから3人目のミス・ユニバースである。

## 生い立ち
父 Benson Waldron Kealaokamalamalama Lee, Sr. と母 Antoinette Louise “Toni” Gomes のもと、1971年1月8日、ハワイ州パールシティに生まれる。出生名 Brook Antoinette Mahealani Lee。
父方の祖父は Henry Lee Euy Sun（別名・Peter Cho Euy Sun。開城出身の Cho Bong Won と仁川出身の Yoon Ai In の息子)。
父方の祖母は Mary Wahineokalani Sylva（John Kauilaholomakawehiikalani Sylva と Mary Mele Kapo Kekahuna の娘）。John の父方の祖父 Antone Sylva はポルトガル人。Mary はハワイ先住民の出身。
母方の祖父はAnthony Peter Gomes (Manuel Gregory Gomes と Felicidad Pereiraの息子)。Anthony の祖父母は4人ともマデイラ諸島出身のポルトガル人。
母方の祖母はオアフ島出身の Beatrice Naleilehua Cockett (Lt. Christopher Komanu Cockett と Louise Naleilehua Robinson の娘)。Christopher は George Kailua Cockett（イングランド・アイルランド・ハワイのルーツを持つ）とハワイのルーツを持つ Mary Hui Noble の息子。Louise は Henry Prever Robinson（イングランド及びヨーロッパ各地・ハワイのルーツを持つ）と Pokini Naleilehua Aheong（父方は広東省潮州市、母方はハワイのルーツを持つ）の娘。以上特に断らない限り出典:。
これとは別に、中国・フランス・オランダ・英国のルーツを持つとする資料もある。
韓国名Lee Shi Nae(이시내)。
1987年 - 1988年、ハワイ大学マノア校の系列の教育実験校（University Laboratory School）に通う。1989年、ハワイ語とハワイ文化を重視する私立学校カメハメハ・スクールで12学年を修了。

## 経歴
1997年2月5日、ハワイ州を代表して Miss USA 1997に出場。優勝。
1997年5月16日、米国を代表してミス・ユニバース1997に出場。優勝。韓国系として初、ハワイから初。
優勝時の年齢26歳と128日は、当時としては大会史上最年長である（ちなみに、第1回から第63回までの平均は20.4歳）。
このとき、ハワイ大学マノア校の大学院でコミュニケーションを学んでいた。

### その後
ミス・ユニバース1998はホノルルで開催されたが、この背景には州の資金援助に加えて彼女とテレビプロデューサー・Al Masiniの影響力があった。
ミスとしての任期の後、彼女は映画やテレビ番組でいくつかのカメオ出演をする。また、アジアやアメリカでテレビ番組の司会を務める。
2006年8月12日、Tory Mell と結婚。2007年5月25日、第1子誕生。